# Túnez en los Juegos Paralímpicos de Londres 2012
Túnez estuvo representado en los Juegos Paralímpicos de Londres 2012 por un total de 31 deportistas, 18 hombres y 13 mujeres.

## Medallistas
El equipo paralímpico tunecino obtuvo las siguientes medallas:
| Nombre          | Deporte   | Evento                   |
| --------------- | --------- | ------------------------ |
| Oro             |           |                          |
| Neda Bahi       | Atletismo | 400 m T37 femenino       |
| Marua Brahmi    | Atletismo | Maza F31/32/51 femenino  |
| Raua Tlili      | Atletismo | Peso F40 femenino        |
| Abderahim Zhiu  | Atletismo | 800 m T12 masculino      |
| Abderahim Zhiu  | Atletismo | 1500 m T13 masculino     |
| Walid Ktila     | Atletismo | 100 m T34 masculino      |
| Walid Ktila     | Atletismo | 200 m T34 masculino      |
| Mahmud Jaldi    | Atletismo | 400 m T12 masculino      |
| Mohamed Chida   | Atletismo | 400 m T38 masculino      |
| Plata           |           |                          |
| Somaya Busaid   | Atletismo | 400 m T13 femenino       |
| Raua Tlili      | Atletismo | Disco F40 femenino       |
| Hania Aidi      | Atletismo | Jabalina F54-56 femenino |
| Mohamed Charmi  | Atletismo | 800 m T37 masculino      |
| Abderahim Zhiu  | Atletismo | 5000 m T12 masculino     |
| Bronce          |           |                          |
| Neda Bahi       | Atletismo | 100 m T37 femenino       |
| Marua Brahmi    | Atletismo | Peso F32-34 femenino     |
| Mohamed Charmi  | Atletismo | 1500 m T37 masculino     |
| Abderahim Zhiu  | Atletismo | Maratón T12 masculino    |
| Mohamed Zemzemi | Atletismo | Disco F51-53 masculino   |